# Adversidad (película)
Adversidad es una película española del año 1944 dirigida por Miguel Iglesias de la que se tienen pocos datos. Es una adaptación de la novela Solitud, de Víctor Català.

## Argumento
Mónica es una mujer infeliz en su matrimonio con Matías. Encargada con éste de custodiar una ermita, conoce el acoso del rico propietario Juan y de un cazador furtivo conocido como "Alma en pena".